# Jogos dos Pequenos Estados da Europa
Os Jogos dos Pequenos Estados da Europa (em francês:  Jeux des petits États d'Europe; em inglês:  Games of the Small States of Europe, GSSE) são uma competição multiesportiva bienal organizada pelos Comitês Olímpicos Nacionais de oito microestados europeus desde 1985.

## Membros

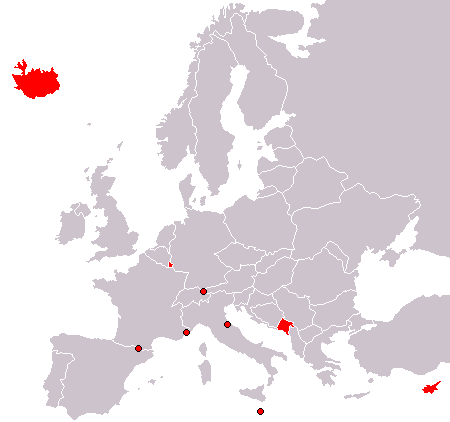
Países-membros

Os Jogos são organizados pela Associação Atlética dos Pequenos Estados da Europa (AAPEE). São membros países representados por um Comitê Olímpico Nacional, localizados na Europa e que tenham população menor que um milhão de habitantes. Os países participantes são Andorra, Chipre, Islândia, Liechtenstein, Luxemburgo, Malta, Mônaco e San Marino. Todos participam desde a primeira edição. Montenegro se tornou membro da AAPEE depois de sua independência, mas não enviou atletas aos Jogos de 2007 em Mônaco.

### Membros observadores
O Comitê Olímpico das Ilhas Faroé está postulando a adesão como membro do COI para ter direito de participação nos jogos. Ao contrário dos outros membros, as Ilhas Faroé não são um país e sim um território da Dinamarca.

## Edições
- 1985 -  San Marino
- 1987 -  Mônaco
- 1989 -  Nicósia, Chipre
- 1991 -  Andorra
- 1993 -  Valeta, Malta
- 1995 -  Luxemburgo
- 1997 -  Reykjavík, Islândia
- 1999 -  Liechtenstein
- 2001 -  San Marino
- 2003 -  Valeta, Malta
- 2005 -  Andorra
- 2007 -  Mônaco
- 2009 -  Nicósia, Chipre[2]
- 2011 -  Vaduz[3]
- 2013 -  Luxemburgo
- 2015 -  Reykjavík
- 2017 -  San Marino

### Futuras edições
Os Jogos têm sido sediados num sistema de rodízio, mas alguns países, incluindo Mônaco (2007) e Chipre, ajustaram sua agenda para coincidir com os vigésimos aniversários da primeira vez que esses países sediaram os Jogos.
- 2021 -  Andorra-a-Velha
- 2023 -  Valletta
- 2025 -  Mônaco

## Modalidades disputadas
Nos Jogos de 2007 foram disputadas doze modalidades (com eventos masculinos e femininos):
- Atletismo
- Basquetebol
- Bowls
- Ginástica
- Judô
- Natação
- Tênis
- Tênis de mesa
- Tiro
- Vela
- Voleibol
- Voleibol de praia

Ciclismo, bocha e squash já foram disputados, mas não fazem parte do programa atual.